# Prantij
Prantij é uma cidade e um município no distrito de Sabar Kantha, no estado indiano de Guzerate.

## Demografia
Segundo o censo de 2001, Prantij tinha uma população de 22,306 habitantes. Os indivíduos do sexo masculino constituem 52% da população e os do sexo feminino 48%. Prantij tem uma taxa de alfabetização de 70%, superior à média nacional de 59.5%: a literacia no sexo masculino é de 77% e no sexo feminino é de 62%. Em Prantij, 12% da população está abaixo dos 6 anos de idade.